# Millettia splendens
Millettia splendens är en ärtväxtart som beskrevs av Robert Wight och George Arnott Walker Arnott. Millettia splendens ingår i släktet Millettia och familjen ärtväxter. Inga underarter finns listade i Catalogue of Life.